# السنة صفر: الموت الصامت لكمبوديا
السنة صفر: الموت الصامت لكمبوديا هو فيلم وثائقي تلفزيوني بريطاني من عام 1979 كتبه وقدمه الصحفي الأسترالي جون بيلجر، من إنتاج وإخراج ديفيد مونرو لشبكة آي تي في بواسطة أسوشيتد تي في.  تم بث الفيلم لأول مرة في 30 أكتوبر 1979، وكان صانعو الفيلم قد دخلوا كمبوديا في أعقاب الإطاحة بنظام بول بوت.
يروي الفيلم قصف كمبوديا من قبل الولايات المتحدة في السبعينيات، وهو فصل من حرب فيتنام ظل سراً عن الشعب الأمريكي، والوحشية اللاحقة والإبادة الجماعية الكمبودية التي ارتكبها بول بوت وميليشيا الخمير الحمر التابعة له بعد استيلائهم على البلاد، وفقر ومعاناة الناس، والمساعدات المحدودة التي قدمها الغرب منذ ذلك الحين. نُشر تقرير بيلجر الأول عن كمبوديا في عدد خاص من الديلي ميرور.
بعد البرنامج، جٌمعت حوالي 45 مليون دولار، دون طلب، من تبرعات صغيرة في الغالب، بما في ذلك ما يقرب من 4 ملايين جنيه إسترليني من أطفال المدارس في المملكة المتحدة. وقد ساهم ذلك في تمويل أول عملية إغاثة كبيرة لكمبوديا، بما في ذلك شحن الأدوية المنقذة للحياة مثل البنسلين، والملابس لتحل محل الزي الأسود الذي أُجبر الناس على ارتدائه. وفقًا لبريان ووكر، مدير منظمة أوكسفام، "لقد انتشر التضامن والرحمة في جميع أنحاء أمتنا" منذ بث العام الصفر.  

## ردود وليام شوكروس وآخرون
وفقًا لصحفي التايمز أوليفر كام، فإن بيلجر "فشل في الكشف عن أن فيتنام الشيوعية، بعد غزو كمبوديا وتثبيت نظام عميل، كانت تسعى للسيطرة على من سيتم إطعامه ومن لن يتم إطعامه بين الأشخاص الجائعين". 

كتب ويليام شوكروس في كتابه جودة الرحمة: كمبوديا والمحرقة والضمير الحديث (1984) عن سلسلة مقالات بيلجر حول كمبوديا في الديلي ميرور خلال أغسطس 1979:
كانت إحدى السمات المثيرة للاهتمام للمقالات هي تركيزها على النازية والمحرقة. وصف بيلجر بول بوت بأنه "هتلر الآسيوي" - وقال إنه أسوأ من هتلر. . . مرارًا وتكرارًا، قارن بيلجر الخمير الحمر بالنازيين. لم يتم حتى ذكر أيديولوجيتهم الماركسية اللينينية في المرآة، باستثناء القول إنهم مستوحى من الحرس الأحمر. وُصفت أصولهم الفكرية بأنها "فوضوية" وليست شيوعية. 
يلاحظ بين كيرنان، في مراجعته لكتاب شوكروس، أن بيلجر قارن بين الخمير الحمر بقيادة بول بوت وإرهاب ستالين، وكذلك الحرس الأحمر في عهد ماو. يشير كيرنان إلى الحالات التي يقبل فيها شوكروس في روايته مقارنات الكتاب الآخرين بين بول بوت وهتلر أو الفيتناميين والنازيين، أو لم يتم ذكرها. 
كتب شوكروس في جودة الرحمة أن "تقارير بيلجر أكدت تقريبًا كل ما قاله اللاجئون على طول الحدود التايلاندية عن قسوة حكم الخمير الحمر منذ عام 1975، وقد ظهر ذلك بالفعل في كتب ريدرز دايجست وفرانسوا بونشود. ومع ذلك، فإن رد الفعل على القصص في بريطانيا كان كما لو كانت شيئًا جديدًا تمامًا."  أكد أوليفر كام في عام 2006: "أفلام بيلجر الوثائقية مليئة بالأكاذيب. إنهم يعملون عن طريق التضليل، في الوقت نفسه الذين يدينون أحد أشكال الظلم بينما يتجاهلون أو ينكرون الأشكال الأخرى".  في كتابه الأبطال، يشكك بيلجر في رواية فرانسوا بونشود وشوكروس عن الفظائع الفيتنامية أثناء الغزو الفيتنامي والمجاعة باعتبارها "لا أساس لها من الصحة". 
أجرى بونشود مقابلات مع أعضاء الجماعات المناهضة للشيوعية الذين يعيشون في مخيمات اللاجئين الحدودية التايلاندية. وفقًا لبيلجر، "على الأقل كان تأثير "فضح" شوكروس" لمعاملة الكمبوديين على أيدي الفيتناميين "هو طمس الفرق بين كمبوديا تحت حكم بول بوت وكمبوديا التي حررها الفيتناميون: في الحقيقة فرق بين ليل ونهار".  وقد شكك شوكروس نفسه في كتابه في أن أحداً مات من الجوع. 

### تعليقات لاحقة
في عام 2006، وصف بيلجر رد الفعل البريطاني على السنة الصفر :
يمكن للفيلم الوثائقي باعتباره "حدثًا" تلفزيونيًا أن يرسل موجات بعيدة المدى. . . لم يكشف السنة الصفر عن رعب سنوات بول بوت فحسب، بل أظهر كيف أن القصف "السري" الذي قام به ريتشارد نيكسون وهنري كيسنجر على ذلك البلد قد وفّر حافزًا حاسمًا لصعود الخمير الحمر. كما كشف كيف كان الغرب، بقيادة الولايات المتحدة وبريطانيا، يفرض حظرا، مثل حصار القرون الوسطى، على الدولة الأكثر تضررا على وجه الأرض. وكان هذا بمثابة رد فعل على حقيقة مفادها أن محرر كمبوديا كانت فيتنام ـ الدولة التي خرجت من الجانب الخطأ من الحرب الباردة والتي هزمت الولايات المتحدة مؤخراً. وكانت معاناة كمبوديا بمثابة انتقام متعمد. حتى أن بريطانيا والولايات المتحدة أيدتا مطالبة بول بوت بأن يستمر رجله في شغل مقعد كمبوديا في الأمم المتحدة، في حين أوقفت مارجريت تاتشر حليب الأطفال الذي كان يذهب إلى الناجين من نظامه الكابوس. تم الإبلاغ عن القليل من هذا. لو كانت السنة صفر قد وصفت ببساطة الوحش الذي كان عليه بول بوت، لكان من الممكن أن يُنسى بسرعة. ومن خلال الإبلاغ عن تواطؤ حكوماتنا، فقد كشفت عن حقيقة أوسع حول كيفية إدارة العالم. . . في غضون يومين من بث السنة صفر، وصل 40 كيسًا من البريد إلى أسوشيتد تي في . . . في برمنغهام - 26,000 رسالة من الدرجة الأولى في البريد الأول وحده. جمعت المحطة بسرعة مليون جنيه إسترليني، كلها تقريبًا بمبالغ صغيرة. "هذا من أجل كمبوديا"، كتب سائق حافلة في بريستول، مرفقًا أجره الأسبوعي. تم إرسال معاشات التقاعد بالكامل مع المدخرات بأكملها. وصلت الالتماسات إلى داوننغ ستريت، الواحدة تلو الأخرى، لأسابيع. وتلقى أعضاء البرلمان مئات الآلاف من الرسائل، التي تطالب بتغيير السياسة البريطانية (وهو ما حدث في نهاية المطاف). ولم يطلب شيئا من ذلك. بالنسبة لي، فإن الاستجابة العامة للسنة صفر كذبت الكليشيهات حول "إعياء الشفقة"، وهو العذر الذي يستخدمه بعض المذيعين والمسؤولين التنفيذيين في التلفزيون لتبرير الانحدار الحالي إلى السخرية والسلبية التي يتسم بها "الأخ الأكبر". وقبل كل شيء، تعلمت أن الفيلم الوثائقي يمكن أن يستعيد الذكريات التاريخية والسياسية المشتركة، ويقدم حقائقها المخفية. وكانت المكافأة آنذاك جمهورًا رحيمًا ومطلعًا؛ ولا يزال كذلك. 
في خطاب ألقاه عام 2007، بعنوان "الحرية في المرة القادمة: مقاومة الإمبراطورية"، وصف بيلجر تجربته مع المديرين التنفيذيين في خدمة الإذاعة العامة الأمريكية (PBS). لقد رفضوا عرض السنة صفر، والتي، وفقًا لبيلجر، لم يتم بثها مطلقًا في الولايات المتحدة. 
تم إصدار الفيلم الوثائقي على قرص دي في دي كجزء من مجموعة آي تي في60 الخاصة بالشبكة بالإضافة إلى مجموعات تحت اسم بيلجر.

## روابط خارجية
- السنة صفر: الموت الصامت لكمبوديا  في قاعدة بيانات الأفلام على الإنترنت (بالإنجليزية)
- Year Zero: The Silent Death of Cambodia, Watch the full documentary online at John Pilger's website